# Sabalia thalia
Sabalia thalia is een vlinder uit de familie herfstspinners (Brahmaeidae). De wetenschappelijke naam is voor het eerst geldig gepubliceerd in 1915 door Fawcett.
De soort komt voor in het Afrotropisch gebied.